# Woodsia mollis
Woodsia mollis là một loài thực vật có mạch trong họ Woodsiaceae. Loài này được (Kaulf.) J. Sm. miêu tả khoa học đầu tiên năm 1841.